# Onthophagus thoreyi
Onthophagus thoreyi là một loài bọ cánh cứng trong họ Bọ hung (Scarabaeidae).